# أبو سبرة بن أبي رهم
أبو سَبْرَة بن أبي رُهْم العامري صحابي من السابقين إلى الإسلام، وابن عمة النبي محمد. هاجر إلى الحبشة ثم إلى يثرب، وشهد مع النبي محمد المشاهد كلها. وبعد وفاة النبي محمد، شارك أبو سبرة في الفتح الإسلامي لفارس، واختاره الخليفة عمر بن الخطاب لقيادة الجيش الذي فتح تستر والسوس وجنديسابور. انتقل أبو سبرة في أواخر حياته للإقامة في مكة حتى توفي في خلافة عثمان بن عفان.

## سيرته

### إسلامه وهجرته
كان أبو سبرة بن أبي رهم بن عبد العزى بن أبي قيس العامري القرشي ابن عمة النبي محمد ﷺ برة بنت عبد المطلب، وهو أخو أبو سلمة بن عبد الأسد لأمه. أسلم أبو سبرة قديمًا، وهاجر إلى الحبشة الهجرتين، وكانت معه في الهجرة الثانية امرأته أم كلثوم بنت سهيل بن عمرو. ثم عاد إلى مكة، وهاجر إلى يثرب، ونزل على المنذر بن محمد بن عقبة، وآخى النبي محمد بينه وبين سلمة بن سلامة بن وقش. شهد أبو سبرة مع النبي محمد المشاهد كلها.

### دوره في الفتوح
بعد وفاة النبي محمد ﷺ، شارك أبو سبرة في الفتح الإسلامي لفارس. وفي سنة 17 هـ، حينما جمع أهل الأهواز وأهل فارس الجيوش لحرب المسلمين، وبلغ الخبر عمر بن الخطاب. بعث عمر إلى سعد بن أبي وقاص في الكوفة بأن يبعث النعمان بن مقرن بجيش كبير إلى الأهواز؛ وكتب عمر إلى أبي موسى الأشعري في البصرة بأن يبعث إلى الأهواز جيشًا آخر بقيادة سهيل بن عدي، وأمر بأن يكون القائد الموحد للجيشين متى اجتمعا أبي سبرة بن أبي رهم، وعلى كل من يأتيه من مدد. التقى الجيشان، وتوجها إلى تستر، فوجد أبو سبرة أن الهرمزان قد جمع جموعًا غفيرة، فأرسل إلى عمر يطلب المدد، فأمر عمر أبي موسى بأن يسير إليه. حاصر أبو سبرة والمسلمين تستر أشهرًا، حتى دلّهم رجلاً من أهلها على مكان يدخلون منه إلى البلد، فتسلل بعض المسلمين وفتحوا الأبواب، وفتحوا المدينة. ثم تابع أبو سبرة وجيشه فلول الفرس، فوجدهم تحصّنوا في السوس فحاصروها، حتى طلب أهلها الأمان، فأمنهم المسلمون. لما فرغ أبو سبرة من السوس، خرج في جنده حتى نزل على جنديسابور، وزر بن عبد الله بن كليب يحاصرهم، حتى رمى أهلها إليهم بالأمان، فأمنوهم.

### وفاته وأسرته
بعد مشاركته في الفتوح، رجع أبو سبرة إلى مكة، وأقام فيها، وهو الصحابي الوحيد من أهل بدر الذي رجع إلى مكة، فأقام فيها. وقد توفي أبو سبرة في خلافة عثمان بن عفان، وله من الولد محمد وعبد الله وسعد أمهم أم كلثوم بنت سهيل بن عمرو.

## وصلات خارجية
- أبو_سبرة_بن_أبى_رهم - موقع قصة الإسلام